# 蒙古国环境问题

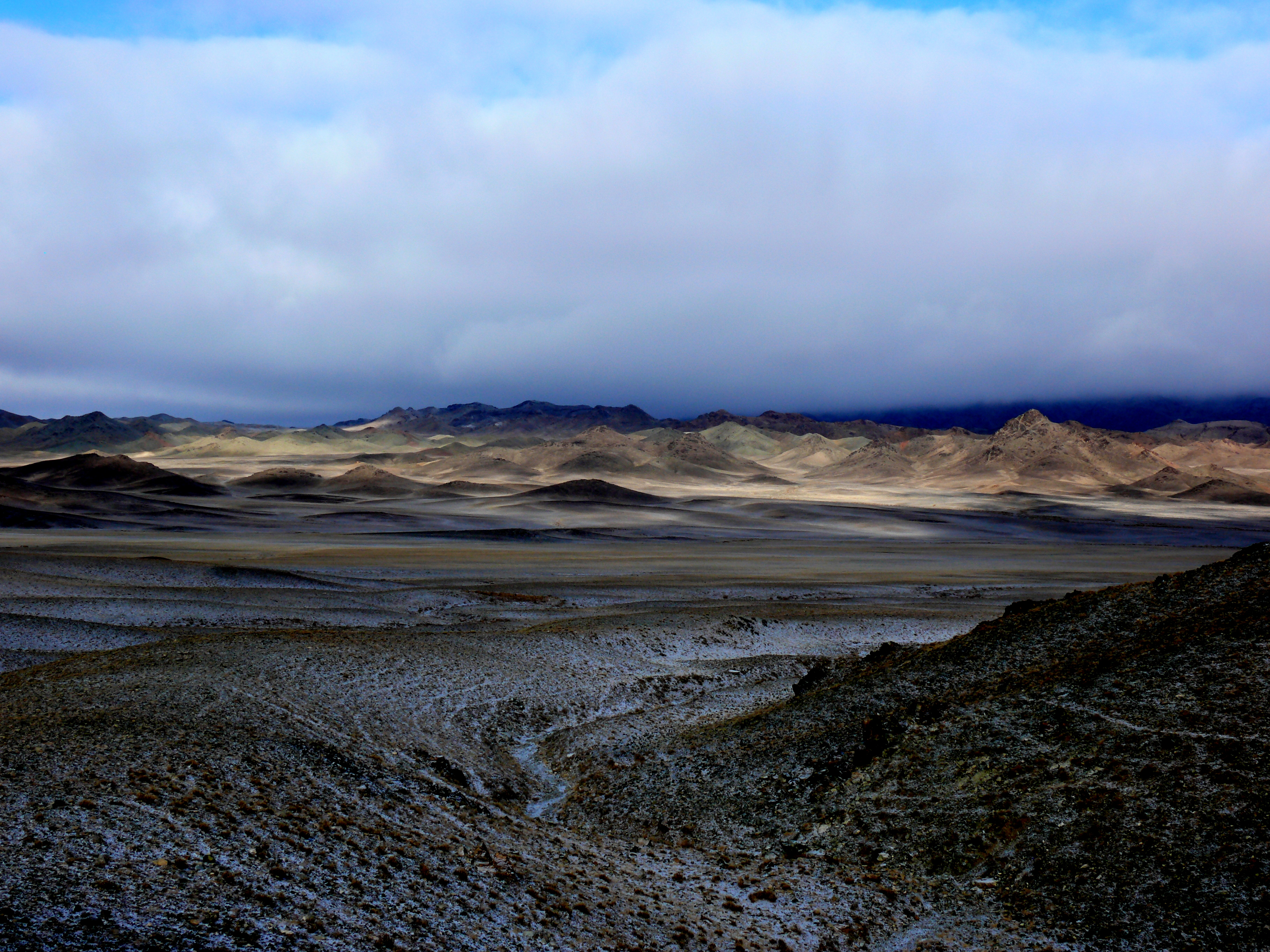
南戈壁省的戈壁沙漠。荒漠化是蒙古国的一个关键问题。

蒙古国存在着许多紧迫的环境问题，对人类和环境健康均有害。这些问题的产生部分源于自然因素，但越来越多地是由于人类活动。其中一个问题是气候变化，它将导致荒漠化、自然灾害和土地退化加剧。另一个问题是森林砍伐，由于人类活动、害虫、疾病和火灾，森林砍伐范围正在扩大。蒙古国的土地正因荒漠化而日益干旱化，这一过程因不负责任的土地利用而加剧。此外，越来越多的物种正在消失并面临灭绝风险。再者，特别是在人口中心，蒙古国人还面临着工业化造成的空气和水污染问题。

## 气候变化

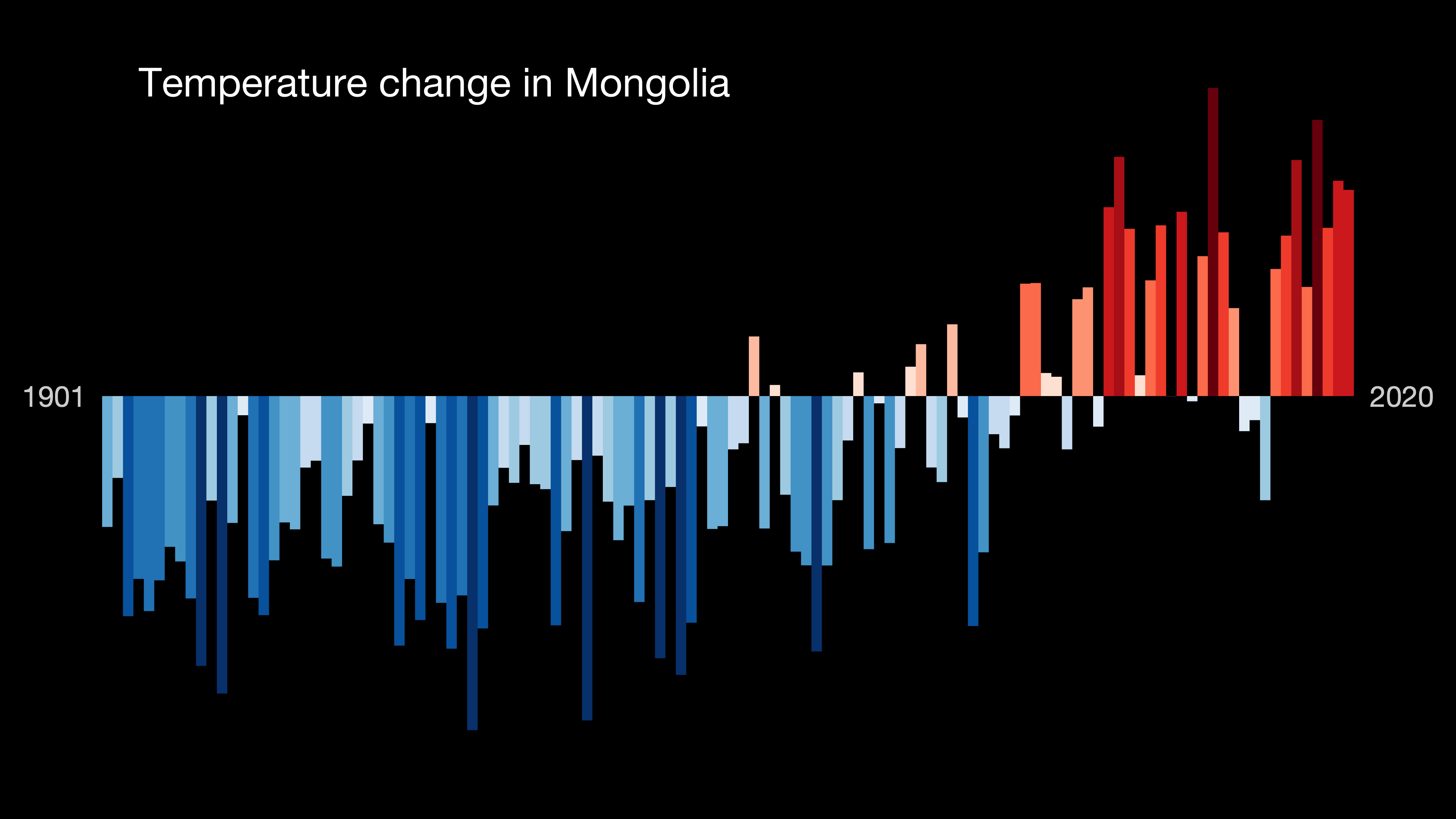
蒙古国温度变化可视化图，1901年至2020年。

气候变化威胁着传统游牧牧民的生活方式。冬季风暴、干旱期和极端温度变得更加频繁。在2000年之前，每年大约发生20起极端事件，但自2000年以来，这一数字翻了一番，达到每年40起。在2008年至2010年间，蒙古国经历了153起极端事件，其中大部分是强风、风暴和径流引发的洪水。
自1940年以来，蒙古国的年平均气温至少上升了1.8°C。这种气温变化被认为是导致草原干旱化加剧的原因，进而降低了生物量的产出。预计戈壁沙漠将以每年约6至7公里的速度向北扩张，这预计将进一步限制牧场用地。
这些气象变化的另一个预期结果是降水将以集中爆发的形式出现，无法被土壤吸收。气温升高还将导致高山冰川融化、永久冻土退化，并增加植物的蒸腾作用。
蒙古国，特别是乌兰巴托市易受影响的社区，正得到欧洲投资银行的援助，以将这些易受气候变化影响的社区改造为更具气候韧性和生态友好的区域。计划要求在20个环境友好型社区内建造10,000套住房，这些社区可便捷地到达商业区和附近的就业地点。蒙古国以女性为户主的家庭将优先获得这些新的绿色经济适用住房，并且40%的工作岗位以及至少40%的绿色抵押贷款将提供给由女性领导的公司。
2024年4月，彭博社报道称气候变化正对蒙古国产生重大影响，尤其是暴风雨灾害日益频繁——过去十年中发生了六次，导致约590万头牲畜死亡，占该国牲畜总量的9%。该国在过去80年里气温上升了2.5°C，加剧了环境退化和经济挑战。尽管畜牧业生产仅占国内生产总值(GDP)的10%，但它支撑着超过80%的农村人口生计。最近的祖德灾害几乎影响了全国，导致蒙古国消费者价格指数上涨7%，饲料成本上升，这也影响了重要的羊绒产业。国际和国内倡议正聚焦于可持续实践和可再生能源，以缓解这些气候变化的影响。

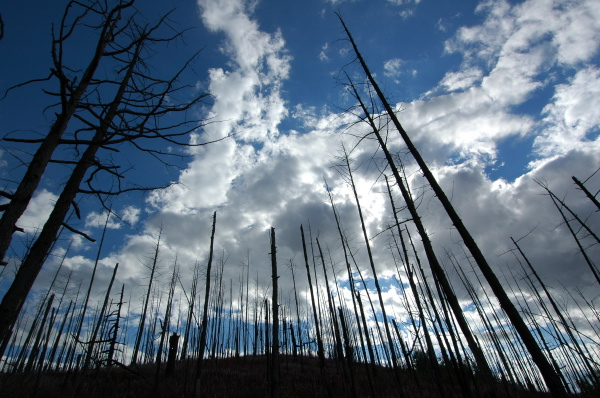
蒙古国一处森林遭火灾破坏后的景象。

## 森林砍伐
蒙古国的森林资源匮乏，加之气候严酷，森林生长缓慢。尽管如此，森林在维持水文状况、防止土壤退化、保护永久冻土以及控制温室气体和其他有害排放方面发挥着重要作用。然而，这些有限的森林资源因伐木、火灾、病虫害和疾病而不断减少。
截至2000年，已有超过120万公顷的林地遭受虫害侵袭。由于虫害蔓延，超过30万公顷的森林无法正常生长。
由于进入森林的人员的疏忽（如篝火失控、军事活动、农业机械引发），火灾发生频率上升，进一步恶化了森林覆盖率。2008年，共发生178起森林火灾，影响面积达927990公顷的草原，造成176亿图格里克的损失。
此外，树木被砍伐用作薪材，每年消耗量达130万立方米木材。再者，木材工业落后的采伐技术和低效率导致仅有60%的木材被有效利用以获取利润。
所有这些因素综合作用的结果是，从1980年到2000年，蒙古国失去了10%的森林覆盖。这种森林砍伐导致了地下水位下降、山洪爆发以及更多的荒漠化。
解决此问题的三项核心立法是《森林法》、《森林和草原防火法》以及《木材和薪材采伐收费法》。这些法律规定，从木材采伐中获得的收入，70%或以上必须用于森林保护和恢复。这些法律还辅以其他森林保护条例和决议。尽管如此，截至2004年，再造林率仍低于15%。
蒙古国在2018年的森林景观完整性指数（Forest Landscape Integrity Index）平均得分为9.36/10，在全球172个国家中排名第6位。

## 荒漠化

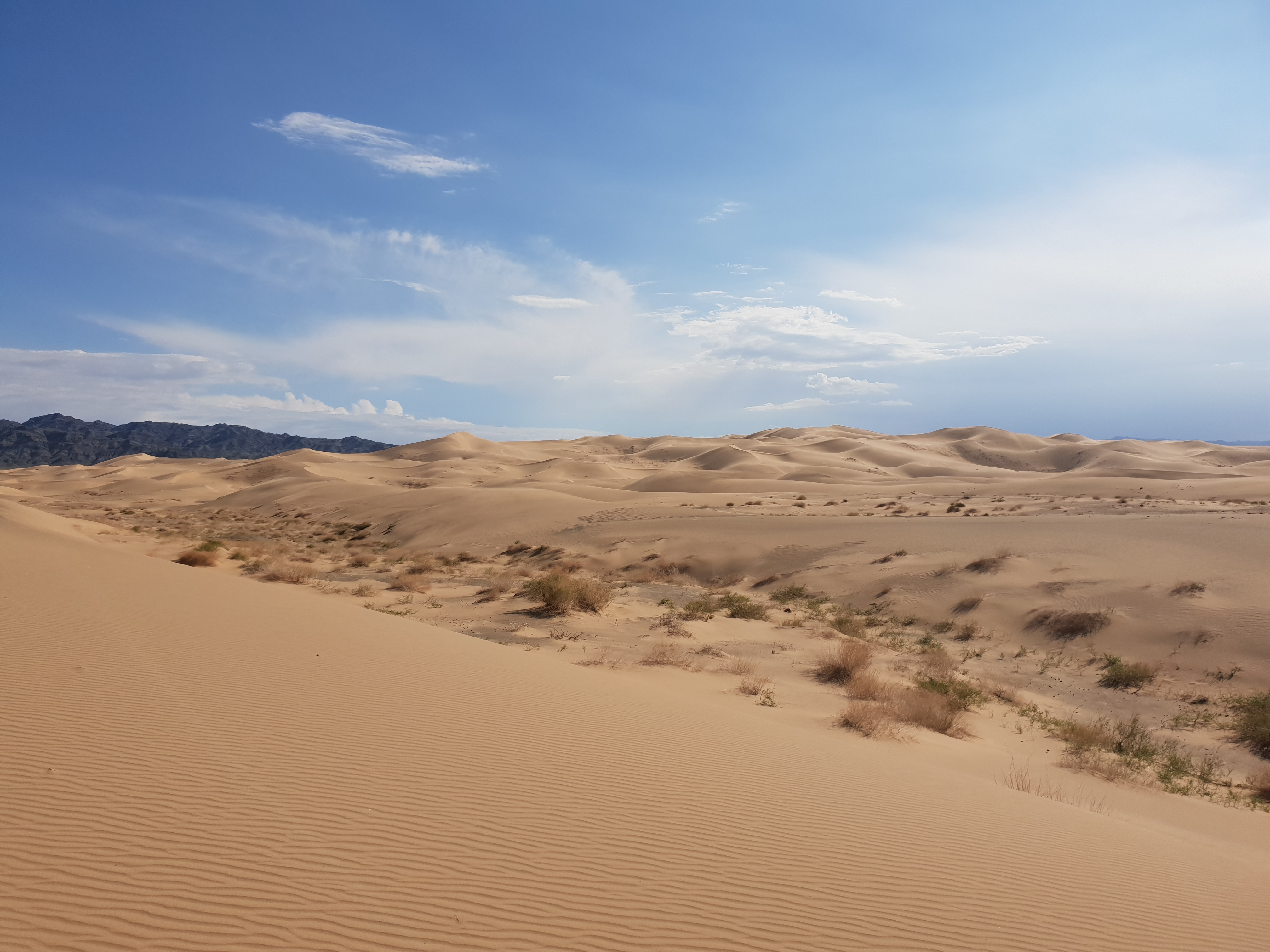
戈壁沙漠。

荒漠化是指肥沃土地退化为沙漠的过程，其特征是植被覆盖丧失、沙地面积增加以及湿地干涸。蒙古国至少90%的牧场（pastureland）已遭受不同程度的荒漠化影响。在1996年至2009年间，多达三分之一的河流干涸或受到干旱条件的影响。研究发现，荒漠化主要（约87%）是由人类活动因素而非自然因素造成的。这些人为因素包括牲畜过度放牧、农田土壤侵蚀、焚烧以及气候变化。
在蒙古国，超过70%的牧场现已退化，植被生长率已缩减至原来的五分之一（或：缩减了五倍）。 从2007年到2010年，森林覆盖面积减少了383600公顷。
蒙古国政府已成立了国家防治荒漠化委员会和国家防治荒漠化中心。在1990年至2001年间，政府已在蒙古国的14个防治荒漠化项目上投入了2460万美元。

## 污染

### 空气污染

#### 室内空气污染

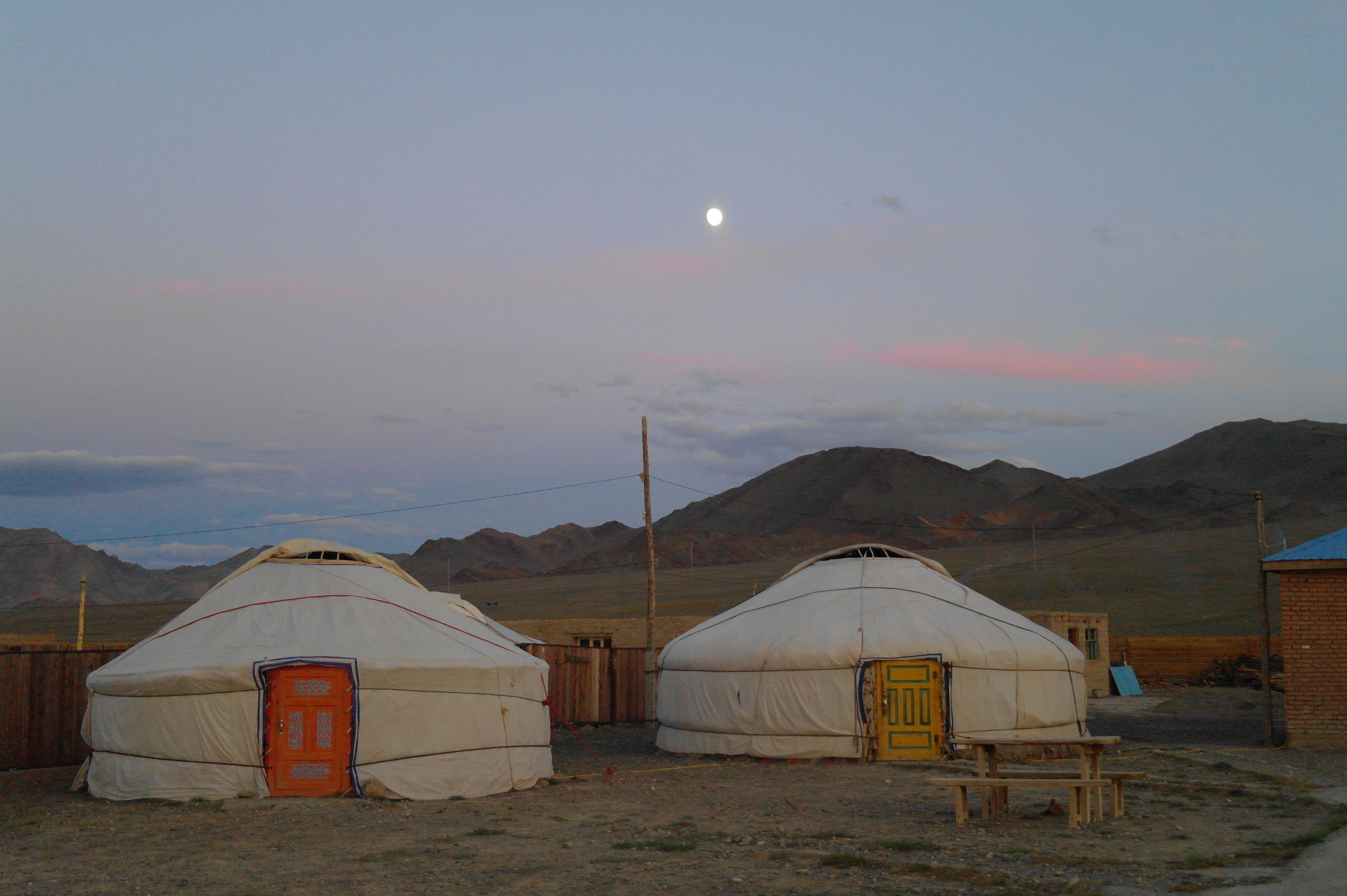
蒙古包（如本图所示）内存在室内空气污染问题。

在蒙古国，室内空气污染是一个问题，原因在于家庭内燃烧煤炭和生物质作为燃料，以及通风不当。由于蒙古国冬季非常寒冷（11月至3月平均气温低于0°C）且夜晚通常寒冷，蒙古人除了烹饪所需的能源外，还需要大量能源用于取暖。在蒙古包（ger，传统的蒙古住所）中，煤炭是最常用的燃料形式，在简易炉灶中燃烧煤炭和其他生物质（如木材、作物残渣等）会导致生活空间内的一氧化碳和颗粒物水平升高。在极少数情况下，人们会因烟雾积聚和通风管理不当而死亡。

#### 城市空气污染
空气污染是蒙古国城市面临的一个问题，尤其是在其最大、人口最稠密的城市乌兰巴托。乌兰巴托的污染源来自车辆排放、发电厂、蒙古包以及其他工业活动。
从1995年到2002年，乌兰巴托的车辆数量增加了一倍多。该市约80%的车辆不符合排放或燃油效率标准。这导致车辆每年向空气中排放70吨污染物。该市汽车数量的剧增与二氧化氮水平的上升相对应。
在寒冷季节，用于取暖的能源消耗增加，导致空气污染水平上升。冬季期间，乌兰巴托的三座柴油发电厂释放450万立方米的气态污染物。此外，乌兰巴托还有许多燃煤发电厂。超过250台蒸汽锅炉每年燃烧40万吨煤炭，而蒙古包和采用手动供暖的房屋每年燃烧超过20万立方米的薪材。悬浮颗粒物（由沙尘暴和污染引起）已被证明在冬季达到峰值。空气中颗粒物浓度的日平均值可能达到国际标准的两到三倍。颗粒物浓度已被证明与过早死亡相关。在寒冷季节，大气中的一氧化碳含量是允许量的2-4倍，据报道，急性呼吸道疾病（如肺结核和其他肺部疾病）在冬季也更为高发。
一场草根运动已经兴起，议会曾发起了一份有71000个签名的请愿书，该呼吁对蒙古国的空气污染水平负责，在最寒冷的日子里，其污染水平超出世界卫生组织指导标准的27倍。
为解决乌兰巴托的空气污染问题，相关努力包括实施碳信用机制。这些举措旨在激励可再生能源生产并减少碳排放，有助于缓解该市严重的空气质量问题。

### 水污染

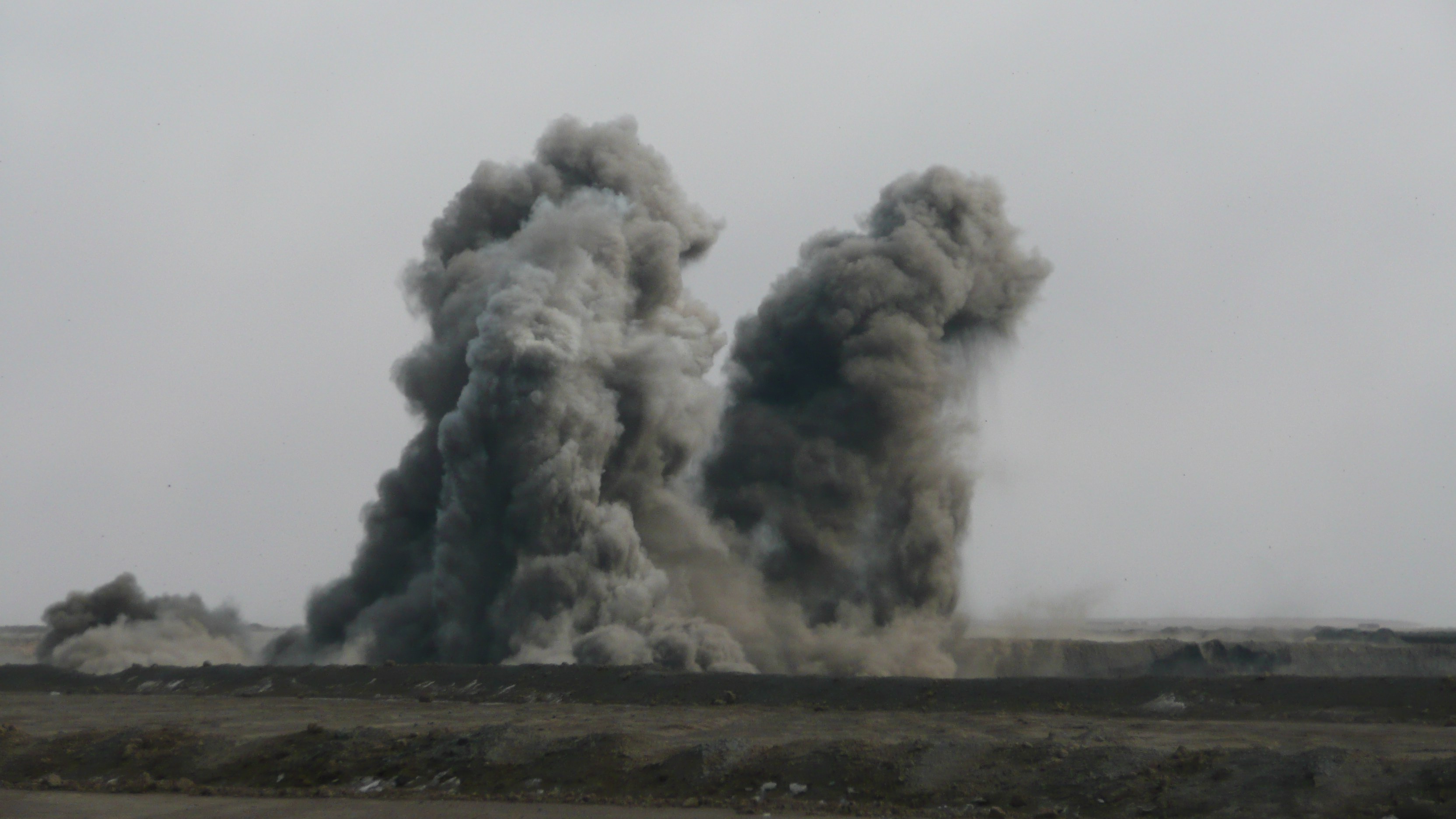
塔温陶勒盖煤矿（Tavan Tolgoi）造成的空气污染。

蒙古采矿业与水污染问题密切相关。1991年苏联解体后，为了促进经济增长，蒙古国政府启动了允许采矿业在监管相对较少的情况下运营的政策。1996年右翼的民主联盟上台后颁布的1997年新《矿产法》，通过放宽获取采矿许可证的限制和允许外资拥有采矿企业，实现了采矿业的自由化。随后，采矿业，尤其是占行业60%的黄金开采业，经历了显著增长。从1991年到2001年，黄金产量增长了17倍。然而，这种增长引发了环境问题，主要问题之一就是水污染。含有氰化物、硫酸和其他毒素的采矿废料经常在河流流域和源头被发现。为提取黄金而大量低效用水，造成了进一步的污染和小溪干涸。采矿业已被确认为28条河流和小溪污染的源头。此外，国家的现场监测系统也很薄弱。
作为对采矿影响水质的反弹，翁金河运动于2001年成立。其目标是保护翁金河并防止其进一步退化。该组织参与了草根组织活动，并成功阻止了翁金河沿岸37个采矿许可证中的36个。2006年，翁金河运动与其他河流运动联合成立了家园与水资源保护联盟。联盟于2008年因内部意见分歧而解散，但该组织为地方活动家如何在蒙古国引发全国性变革树立了先例。在家园与水资源保护联盟之后兴起的一个组织是蒙古河流与湖泊联合运动。该组织在推动通过一项禁止在河流源头采矿的法律方面发挥了关键作用。
水污染也可能与未经处理或半处理的生活污水和工业废水排放有关。每年有超过1.2亿立方米的废水未经处理就被排放。

## 生物多样性丧失

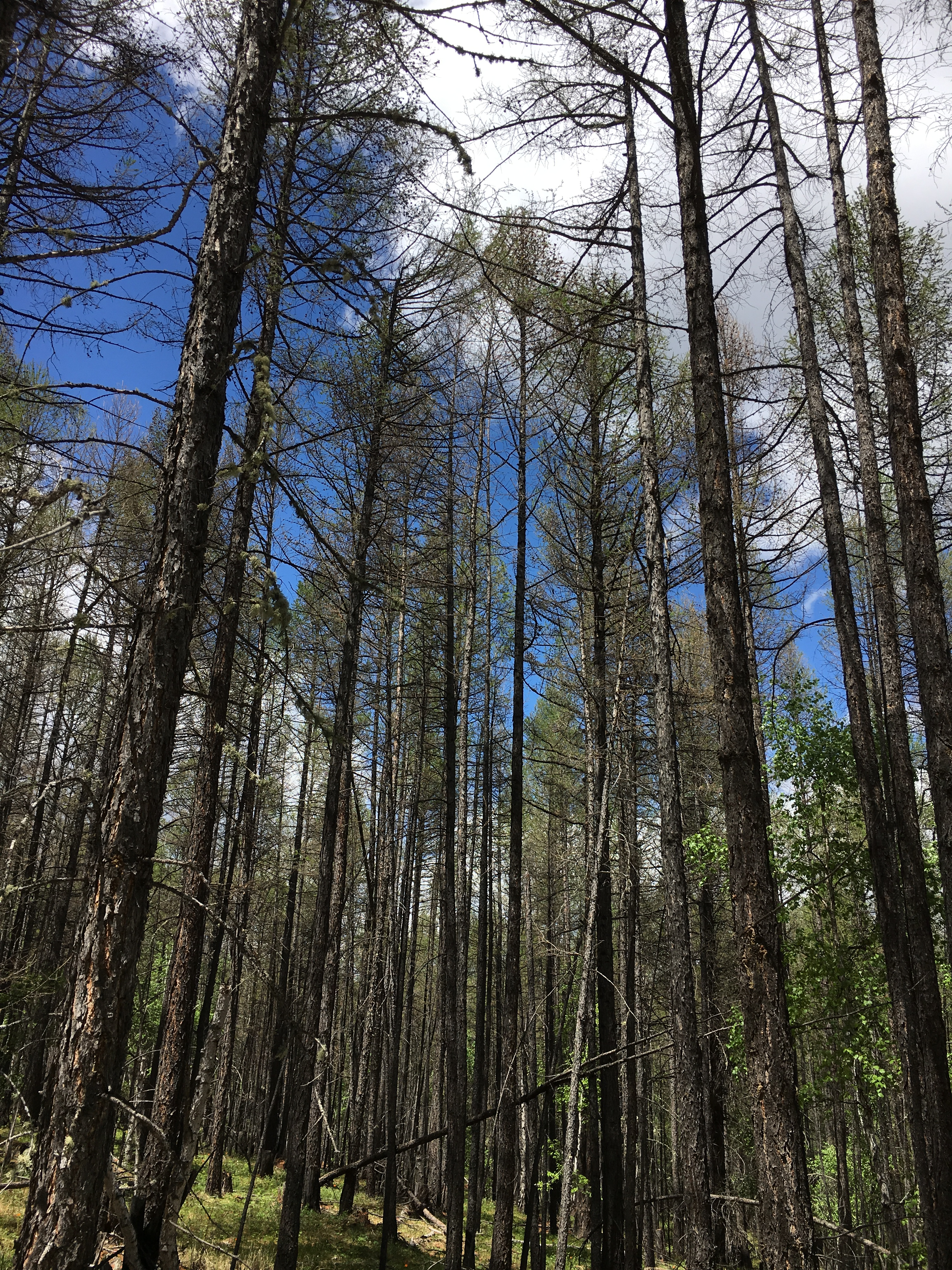
因西伯利亚蚕蛾幼虫侵害而出现落叶现象的西伯利亚落叶松，摄于蒙古国特日勒吉国家公园。

得益于其独特且往往未受干扰的生态系统，蒙古国拥有丰富的天然生物多样性。这里栖息着世界上一些濒危物种的最后种群，并拥有许多仅在其境内才能找到的物种。然而，蒙古国的生物多样性正受到其人口增长和自然资源需求的压力威胁。这些压力导致在先前未受干扰的地区出现了农业、采矿和狩猎等活动。
野生动物的狩猎和采捕方式多种多样，包括直接利用肉类和动物产品，以及将这些动物进行商业营销。蒙古国存在针对商业用途的大规模瞪羚和鱼类采捕。另一个现象是持有特别许可证的外国猎人采捕稀有且珍贵的动物。
蒙古国政府已采取措施应对生物多样性丧失问题。截至2002年，蒙古国共有11个受保护陆地区域。政府还通过了《蒙古国环境保护法》（1995年），该法涵盖了生态培训、环境损害补偿、环境保护的经济激励措施以及非政府组织（NGO）参与保护等内容。其他重要法律包括：规范受猎捕动物保护和合理利用的《蒙古国狩猎法》（1995年）、规范植物保护和恢复的《蒙古国天然植物法》（1995年），以及保护水资源储备和水质的《水法》（1995年）。